# Biville-la-Rivière
Biville-la-Rivière è un comune francese di 112 abitanti situato nel dipartimento della Senna Marittima nella regione della Normandia.

## Società

### Evoluzione demografica
Abitanti censiti